# Gymnázium Botičská
Gymnázium Botičská je střední škola gymnaziálního typu v Praze, založená v roce 1956. Sídlí v centru města v historické budově architekta Josefa Srdínka budované v letech 1882–1884, která vznikla jako jedna z nových budov nahrazujících starý chudobinec svatého Bartoloměje.
Zřizovatelem je hlavní město Praha. Ve třinácti třídách čtyřletého studia studuje zhruba 400 žáků (situace k roku 2009). Gymnázium je zaměřené na přírodovědné předměty, hlavně na biologii a chemii; jedná se o fakultní školu Přírodovědecké fakulty UK v Praze a Farmaceutické fakulty v Hradci Králové Univerzity Karlovy.
V zahradě školy je sportovní areál, který se v zimě zakrývá nafukovací halou. Studenti mohou dále cvičit v tělocvičně a posilovně.
V suterénu budovy je provozováno Středisko volného času. Studenti mohou v rámci střediska navštěvovat kroužky, například Klub náruživých přírodovědců, keramiku, latinu, jazykové kroužky, sportovní hry a další.
Gymnázium používá systém Škola OnLine, který umožňuje informovat studenty a rodiče o rozvrhu, suplování, prospěchu, chování, docházce a školních akcích.

## Tradice gymnázia Botičská
Mezi tradice gymnázia patří:
- studentské odborné práce BOČ („Botičská Odborná Činnost“), od roku 2013 se z nich i maturuje
- přírodovědný seminář, ve druhém ročníku (Ornitologie, fotografie, zajímavé pokusy z chemie, praktická botanika, mikrobiologie, jaderná fyzika, exkurze, etologie…)
- středoškolská odborná činnost
- maturitní ples – leden nebo únor
- výměnné zájezdy do zahraničí Izrael projekt GAIA, Německo (Bochum) v rámci projektu Comenius
- zahradní slavnost – červen
- lehkoatletické přebory = sportovní den
- vánoční volejbalový turnaj „VAVOT“ a vánoční koncerty „VAKONC“
- historicko-literární soutěž „Toulky Prahou“
- olympiády a jiné soutěže
- projekty na začátku školního roku

## Kurzy a projekty
Škola zařazuje do výuky v každém ročníku výchovně-vzdělávací kurz nebo soustředění. První ročník adaptační soustředění a lyžařský kurz, druhý ročník přírodovědný kurz, třetí ročník sportovně-turistický kurz a čtvrtý jazykově-mediální kurz.
Nedílnou součástí výuky jsou i projekty, například projekt Botič (faunu a flóru, chemické a fyzikální vlastnosti a krásy povodí potoka Botiče). Nebo projekt jazykově-mediální, ve kterém studenti zpracovávají v cizím jazyce život a dílo vědecké osobnosti.

## Vybavení školy a aktivity školy
Gymnázium má odborné učebny a laboratoře pro výuku biologie, chemie, fyziky, cizích jazyků, zeměpisu, společenských věd, dějepisu, ateliér a keramickou dílnu pro výuku výtvarné výchovy a dvě počítačové třídy.
Ve výbavě školy nechybí ani hvězdářské dalekohledy, triedry, GPS, binokulární lupy, mikroskopy a mnohé další. Většina učeben je nastálo vybaveno datavideoprojektory nebo televizí.
V suterénu školy je zřízeno Středisko volného času (posilovna, stolní tenis, kulečníková herna, keramická dílna, knihovna, studentský klub, školní bufet.
Škola nemá vlastní jídelnu, ale stravování pro studenty je zajištěno v jídelně VOŠES a SPŠPT v Podskalské ulici (asi 5 minut chůze od budovy Gymnázia Botičská).

## Projekt GAIA a Comenius
Jedná se o environmentální project s mezinárodní izraelskou školou v Tel Avivu, spočívá ve sledování počtu vybraných druhů ptáků a jejich hnízdní úspěšnosti a jejich schopnosti hubit škůdce. Projekt Comenius je zaměřen na spolupráci studentů a učitelů v rámci EU.

## Významní absolventi
- Michal Doležal – fotograf
- Radek John – publicista, spisovatel, scenárista, politik
- Martin Klíma – herní vývojář, studentský vůdce
- Lucie Konášová – televizní a filmová scenáristka
- Lukáš Novák – překladatel
- Šimon Pánek – aktivista, manažer, studentský vůdce
- Iva Pekárková – spisovatelka, překladatelka
- Radko Sáblík – gymnaziální učitel, politik
- Olga Suchomelová – spisovatelka
- Petr Vacek – herec, překladatel a moderátor
- Jan Vidím – politik
- Tomáš Zima – lékař, biochemik, mezi roky 2014–2022 rektor Univerzity Karlovy a děkan 1. lékařské fakulty (2005–2012)